# Brevipalpus striatus
Brevipalpus striatus är en spindeldjursart som beskrevs av De Leon 1960. Brevipalpus striatus ingår i släktet Brevipalpus och familjen Tenuipalpidae. Inga underarter finns listade.